# مفج
المِفَجّ هو أداة مخروطية مصنوعة من الخشب أو العظم. تُستخدم للعمل بالحبال والخيش من أجل المُباعدة بين جدائل الحبل.